# Trận Freiberg
Trận Freiberg diễn ra vào ngày 29 tháng 10 năm 1762 và là trận đánh lớn cuối cùng trong Chiến tranh Bảy Năm (1756 - 1763). Trong trận đánh này, quân Phổ do Hoàng tử Friedrich Heinrich Ludwig và Trung tướng Friedrich Wilhelm von Seydlitz chỉ huy đã đánh tan nát một đạo quân Áo và Quân đội Đế quốc La Mã Thần thánh đông đảo hơn hẳn, buộc quân Áo và Quân đội Đế quốc La Mã Thần thánh phải tháo chạy khỏi xứ Sachsen và mang lại lợi thế cho Vương quốc Phổ. Trước trận đánh Freiberg, Heinrich hành binh về đêm và ông mong muốn nhanh chóng chấm dứt chiến tranh trước khi đại binh của vua anh Friedrich II Đại Đế kéo đến hỗ trợ cho đạo quân của ông. Thế rồi sau cuộc hành binh về đêm, ông chỉ mất ba tiếng đồng hồ để đánh đuổi quân Áo trong trận đánh này. Trong khi đoàn binh chiến thắng hy sinh rất ít binh sĩ, quân Áo đại bại phải hứng chịu tổn hại nặng nề hơn cả.